# Creative Commons
Creative Commons (CC) és una organització sense ànim de lucre dedicada a reduir les barreres legals per a compartir treballs creatius.
Aquesta organització inspirada en l'obra de Richard Stallman i en els treballs de la Free Software Fundation (FSF), ofereix diferents llicències que engloben des del sistema tradicional de drets d'autor fins al domini públic. L'objectiu de Creative Commons és donar opcions als creadors que vulguin que terceres persones utilitzin o modifiquin la seva obra sota unes condicions determinades, ajudant així a reduir les barreres legals de la creativitat mitjançant la nova legislació i les noves tecnologies. Creative Commons proporciona llicències als creadors i autors per tal que estableixin els termes amb els quals volen compartir obres. No dona llicències totalment lliures, es troba entremig del Copyright i Copyleft.

## Filosofia
La filosofia del Creative Commons s'allunya de l'estricte «tots els drets reservats» per derivar en el lema «alguns drets reservats», de l'autor, al copyleft. Aquestes condicions les escull el mateix autor. Entre una obra amb «tots els drets reservats» o una «sense cap dret reservat», Creative Commons proposa tenir «alguns drets reservats». De fet una llicència CC no invalida el dret d'autor d'una obra sinó que invalida alguns drets a terceres persones amb quatre condicions que es poden combinar per donar lloc a diferents tipus de llicències. L'objectiu final queda resumit en estandarditzar les llicències en lloc de prohibir l'ús de les obres. Conseqüentment estableix un equilibri entre els drets dels autors i els drets dels usuaris. Tot i això, Creative Commons no és una entitat intermediadora entre autors i usuaris, ni com una entitat de gestió de drets.

Versió 2 del logo Alguns drets reservats

Pel que respecta a la definició d'obra, qualsevol creació original ho és. Per tant, l'àmbit objectiu de l'aplicació és molt ampli: a internet tot pot esser una obra sotmesa –a vegades, innecessàriament– a una llicència CC, per exemple els blogs. Una obra que s'aculli a una llicència de Creative Commons, podrà ser copiada i distribuïda, sempre que es reconegui l'autoria i sota les condicions especificades als diferents models de llicències, que van des de l'opció domini públic a modalitats que limiten l'ús comercial o modificacions creatives a partir de l'original.

Logo Alguns drets reservats

Creative Commons va ser fundada l'any 2001 i llançada el 2002 als Estats Units, amb el suport del Centre del Domini Públic, per James Boyle i Lawrence Lessig (experts en propietat intel·lectual i ciberlleis), Hal Abelson (professor del MIT), Eric Saltzman (advocat i expert en ciberlleis) i Eric Eldred (editor web). Estudiants del Berkman Center for Internet & Society a la Harvard Law School han ajudat també en el projecte. Lawrence Lessig n'és l'actual president i és professor de dret a la Universitat Stanford, que és on s'ubica actualment Creative Commons. La Universitat de Barcelona és una institució afiliada a Creative Commons a l'Estat espanyol des de l'any 2003, per tenir un sistema per publicar material docent.
El creador de Creative Commons, el catedràtic Lawrence Lessig, ha apostat per la desaparició de les societats privades dedicades a la recaptació dels drets d'autor, com la Societat General d'Autors i Editors (SGAE), per considerar-ho un model esgotat que no encaixa en l'era digital. Ara bé, cada vegada més escriptors es basen en aquestes llicències per ampliar la difusió de la seva obra i generar beneficis indirectes.
Ni les llicències Creative Commons ni les llicències copyleft són contràries al dret d'autor tradicional. De fet, es basen, precisament, en el règim de la propietat intel·lectual. En definitiva Creative Commons és un sistema alternatiu al tot o res dels drets d'autor tradicionals. El terme de protecció per a la majoria dels treballs s'ha dilatat considerablement, des dels 14 anys el 1970, quan la llei del dret d'autor va ser decretada per primera vegada als Estats Units fins als 70 anys després de la mort del creador.

## Creative Commons International: Espanya
L'any 2003 neix Creative Commons International amb la finalitat d'adaptar i traduir les llicències de Creative Commons, basades en la legislació nord-americana, a les jurisdiccions i múltiples idiomes de la resta d'estats del món. Organitza la col·laboració amb organitzacions a altres països, com ara la Universitat de Barcelona per a l'estat espanyol.
El projecte de Creative Commons a l'Estat espanyol es va iniciar el febrer de l'any 2003 quan la Universitat de Barcelona va escollir un sistema per publicar material docent. Es va decidir optar pel sistema de llicències que emprava el Massachusetts Institute of Technology (MIT), el de Creative Commons. D'aquesta manera es va establir un acord de treball pel qual la Universitat de Barcelona encapçalaria el projecte d'adaptació de les llicències a l'Estat espanyol, en castellà i en català. Des de l'1 d'octubre de 2004, les llicències adaptades a la legislació sobre propietat intel·lectual de l'Estat espanyol estan disponibles per a tothom, tant en castellà com en català. Actualment també hi ha versions en aranès, asturià, eusquera i gallec.
El sistema de llicències CC és compatible amb la Llei de Propietat Intel·lectual, ja que l'article 17 de la LPI així ho indica: «Correspon a l'autor l'exercici exclusiu dels drets d'explotació de la seva obra en qualsevol forma i, en especial, els drets de reproducció, distribució, comunicació pública i transformació, que no podran ser realitzades sense la seva autorització, excepte en els casos que preveu aquesta Llei». Els autors que decideixen recolzar-se en una llicència d'aquest tipus es reserven alguns drets que gestionen les Entitats de Gestió Col·lectiva de Drets d'Autor. Encara que en alguns casos l'autor o autora no reservés cap dret, ha de saber que alguns d'ells són gestionats obligatòriament per aquestes entitats (Per exemple el dret remuneratori dels autors audiovisuals per la difusió pública o lloguer d'obres).

## Llicències

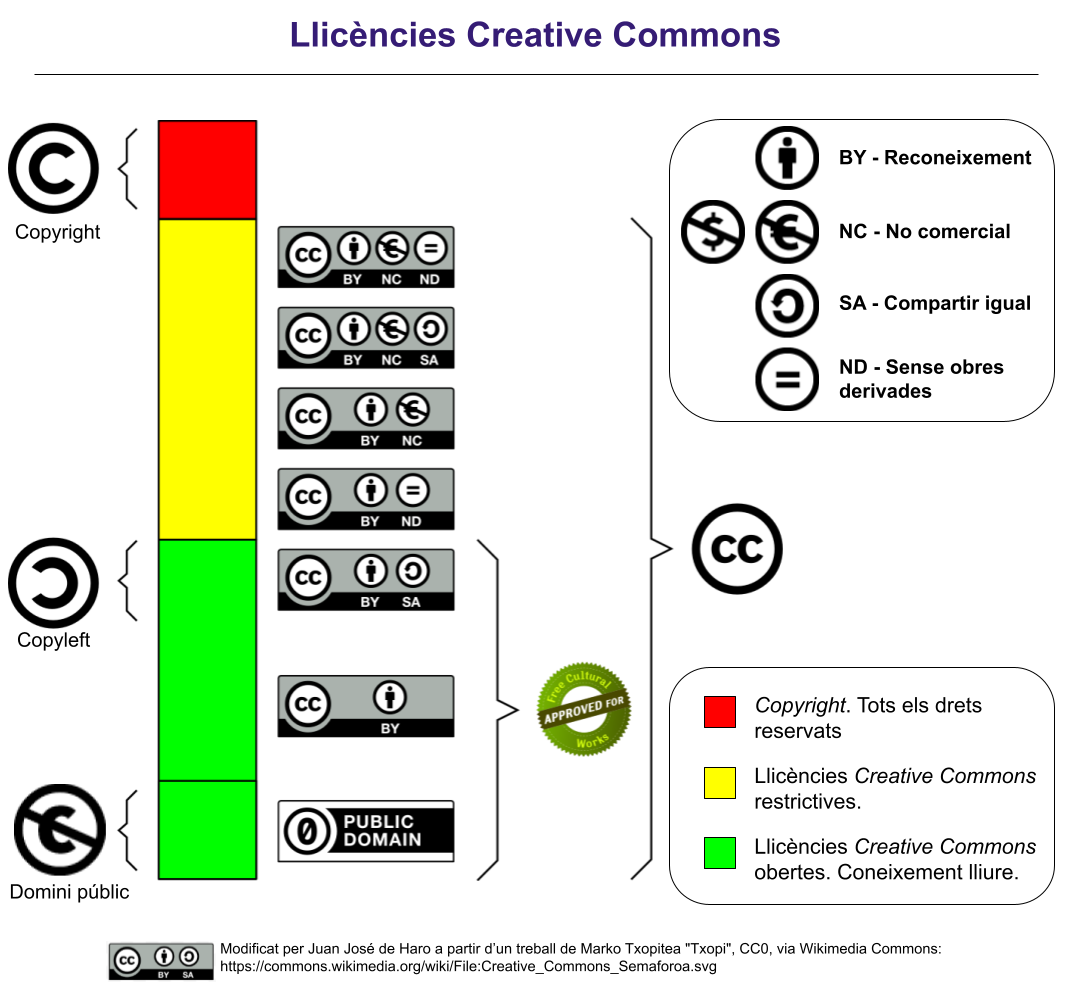
Llicències Creative Commons

Amb la combinació de diferents principis i restriccions, les llicències autoritzen certs usos lliurement definits pels autors. L'organització vol fomentar la reutilització creativa de les obres intel·lectuals, fent que el creador mantingui els drets que consideri oportuns. Per fer-ho, a la web, posen a disposició dels autors uns formularis amb els quals poden escollir les característiques de distribució de l'obra. A través d'aquests formularis, es genera una llicència en tres formats:
- Commons Deed: es tracta d'un resum d'ús autoritzat que inclou la iconografia.
- Legal Code: seria una lectura més jurídica, el text regulador pròpiament.
- Digital Code: aquest tercer nivell només és comprensible per les màquines. És la lectura tecnològica o versió digital amb metadades que es poden utilitzar per facilitar el treball de cercadors web.

Les combinacions es generen al voltant de quatre condicions bàsiques:
- Reconeixement, o Attribution (by): sempre que es reconegui l'autoria de l'obra, aquesta pot ser reproduïda, distribuïda i comunicada públicament.
- No comercial, o Non Commercial (nc): no es pot utilitzar l'obra ni els treballs derivats per a finalitats comercials.
- Sense obres derivades, o No derivative works (nd): no es pot alterar, transformar o generar una obra derivada de l'obra original.
- Compartir igual, o Share alike (sa): si s'altera o transforma l'obra, o se'n generen obres derivades, han de quedar subjectes a la mateixa llicència que l'obra original.

Combinant les condicions hi ha les següents sis llicències:
- Reconeixement (cc-by): es permet l'ús comercial de l'obra i de les possibles obres derivades, la generació i distribució de les quals també està permesa sense cap restricció.
- Reconeixement – NoComercial (cc-by-nc): es permet la generació d'obres derivades sempre que no se'n faci un ús comercial. Tampoc es pot utilitzar l'obra original amb finalitats comercials.
- Reconeixement - NoComercial - CompartirIgual (by-nc-sa): no es permet un ús comercial de l'obra original ni de les possibles obres derivades, la distribució de les quals s'ha de fer amb una llicència igual a la que regula l'obra original.
- Reconeixement - NoComercial - SenseObraDerivada (by-nc-nd): no es permet un ús comercial de l'obra original ni la generació d'obres derivades.
- Reconeixement - CompartirIgual (by-sa): es permet l'ús comercial de l'obra i de les possibles obres derivades, la distribució de les quals s'ha de fer amb una llicència igual a la que regula l'obra original.
- Reconeixement - SenseObraDerivada (by-nd): es permet l'ús comercial de l'obra però no la generació d'obres derivades.

A més d'aquestes sis llicències, s'ofereixen d'altres que no són aplicables per igual a totes les obres ni en tots els països. També existeix la llicència genèrica en la qual mirar un document CC-llicenciat en particular o de treball, és possible que fa a les llicències portada (ported) o no portada (No adaptada, també anomenada anaportada o genèrica). Això es refereix al codi legal subjacent. El verb "portar" s'aplica a l'adaptació de les dades per adaptar-se a una jurisdicció / territori / entorn tecnològic o política en particular.
Les llicències No Adaptada són llicències que no estan associats a cap jurisdicció específica (per exemple, país). No esmenten la llei de qualsevol jurisdicció en particular. Les versions no portades estan escrites d'acord amb els tractats internacionals de drets d'autor i, per tant, en teoria, compatible d'acord amb la legislació de drets d'autor en diversos països. A causa de les diferències subtils en els sistemes legals i com diversos països interpretar els diversos tractats internacionals sobre drets d'autor, la versió adaptada pot incloure o excloure clàusules que són o bé no jurídicament vinculants, o legalment sense sentit, en una jurisdicció específica. Per tant, alguns aspectes de la llicència poden no estar alineats perfectament amb les lleis d'una jurisdicció particular. Els socis Creative Commons amb advocats de tot el món, fan local o porten les llicències a diferents legislacions de dret d'autor de tot el món.